# Тімон Велленройтер
Тімон Велленройтер (нім. Timon Wellenreuther; 3 грудня 1995, Карлсруе) — німецький футболіст, воротар бельгійського клубу «Андерлехт», який виступає на правах оренди за нідерландський «Феєнорд». Виступав за молодіжну збірну Німеччини.

## Клубна кар'єра
Тімон розпочинав свою кар'єру у скромних німецьких клубах. З 2010 до 2013 року він займався в системі клубу «Карлсруе». У 2014 році відбувся його перехід у «Шальке 04». Першу половину сезону молодий голкіпер провів у другій команді та непогано там себе проявив. У січні 2015 року через травми воротарів головної команди Велленройтера було переведено до першого складу клубу.

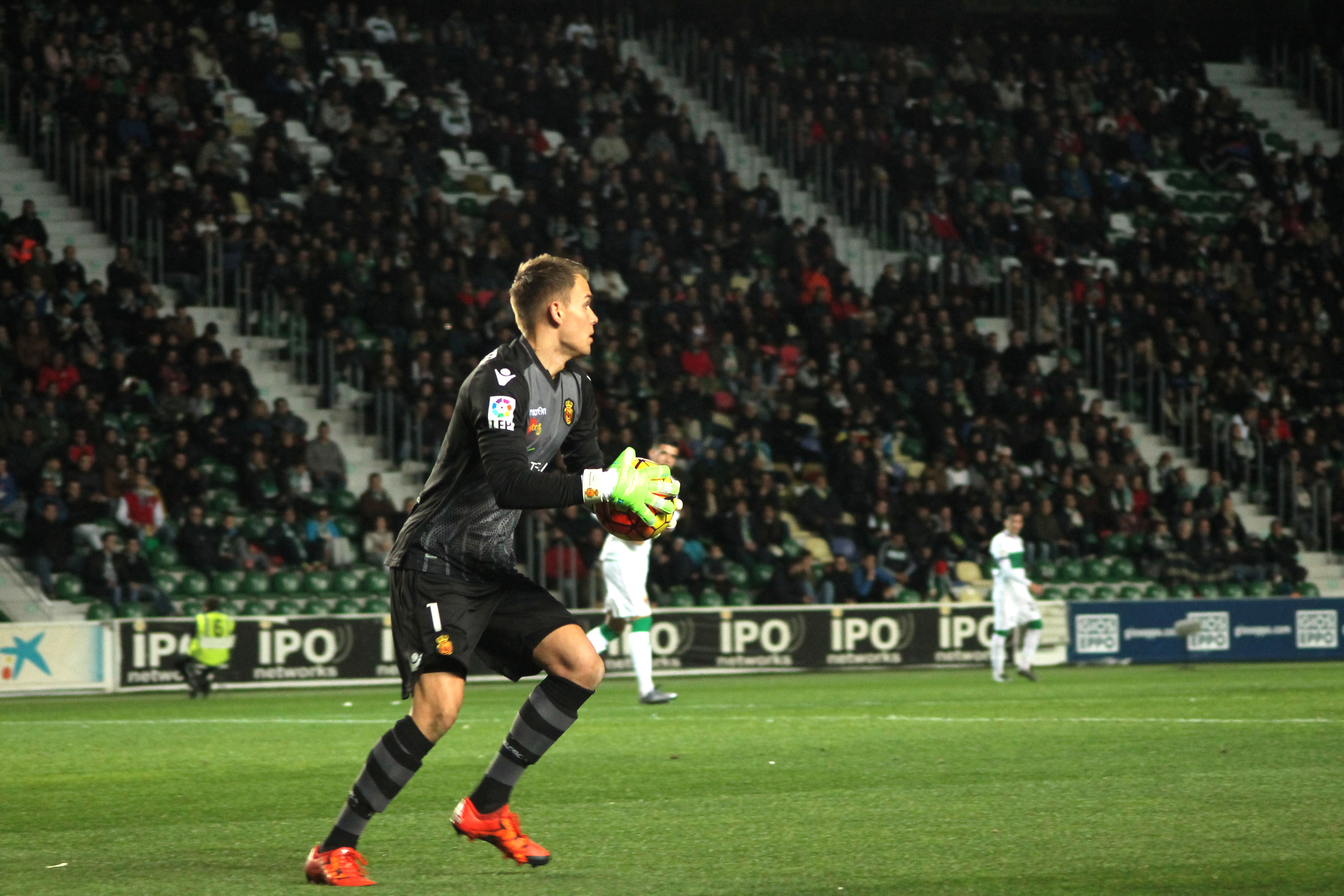
Тімон Велленройтер під час виступів за «Мальорку». 2016 рік.

3 лютого у першому таймі матчу з «Баварією» основний воротар Фабіан Гіфер отримав травму, і другий ігровий відрізок «Шальке» грав уже з Тімоном у воротах. У своєму дебютному матчі він пропустив один гол, проте зробив свій внесок у підсумкову нічию 1:1. Наступну зустріч чемпіонату проти менхенгладбахської «Боруссії» Велленройтер почав з перших хвилин і відіграв «насухо», чим допоміг команді виграти 1:0.
18 лютого він дебютував у Лізі чемпіонів, вийшовши у стартовому складі на матч 1/8 фіналу проти мадридського «Реала» (0:2). Таким чином, у віці 19 років і 77 днів Тімон став наймолодшим німецьким воротарем, який виходив на поле в матчі Ліги чемпіонів.
25 червня 2015 року Велленройтера було віддано в оренду на один рік в іспанську «Мальорку». У новій команді відразу став основним воротарем, зігравши 33 матчі Сегунди.
23 травня 2017 року воротар перейшов до нідерландського «Віллема II», де провів три сезони. 2019 року став з командою фіналістом Кубка Нідерландів. Після закінчення сезону 2019/20 він оголосив, що влітку хоче залишити клуб.
5 червня 2020 року було оголошено про перехід німця у бельгійський «Андерлехт». Воротар дебютував у Лізі Жюпіле 4 жовтня 2020 року у гостьовому матчі проти «Брюгге», вийшовши в перерві при рахунку 1:0 на заміну замість травмованого Гендріка Ван Кромбрюгге. Матч закінчився перемогою господарів із рахунком 3:0. На початку сезону 2021/22 років Ван Кромбрюгге відновився і Велленройтер втратив місце в основі. В результаті він був відданий в оренду своєму старому клубу «Віллему II» на решту сезону. Велленройтер провів там 31 з можливих 33 ігор чемпіонату та одну кубкову гру й у шести іграх він не пропустив жодного голу.
16 серпня 2022 року перейшов на правах оренди в іншу місцеву команду, в роттердамський «Феєнорд», але тут став дублером Джастіна Бейло. Лише у лютому 2023 року Бейло отримав серйозну травму, завдяки чому німець зумів дебютувати за команду і стати основним воротарем.

## Кар'єра у збірній

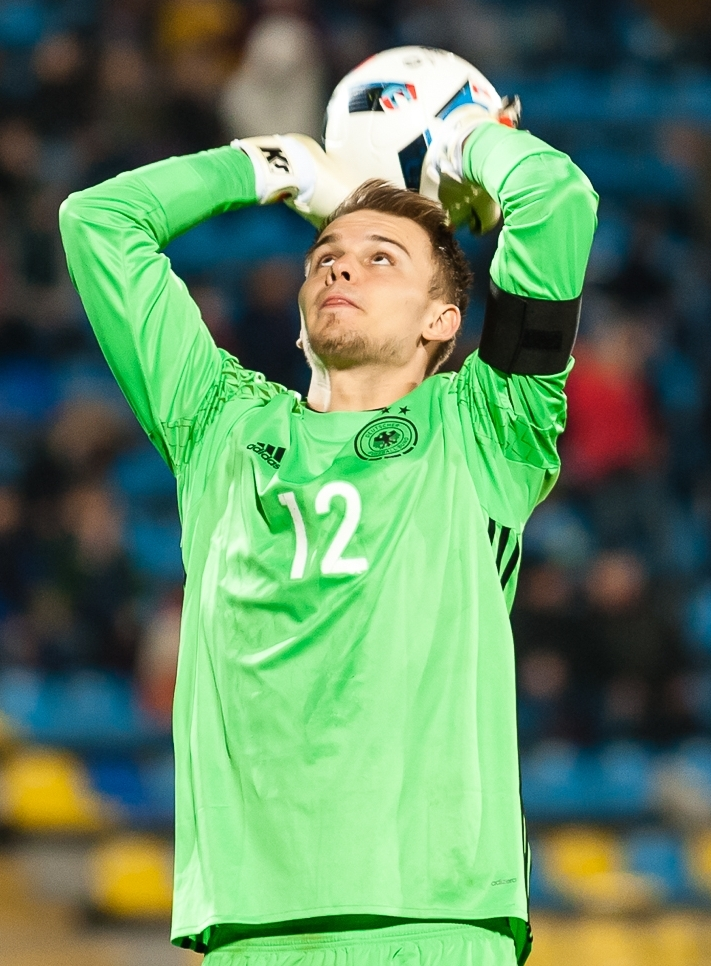
Тімон Велленройтер у молодіжній збірній Німеччини. 2016 рік.

У березні 2015 року Велленройтера вперше було запрошено до збірної Німеччини до 20 років. 21 квітня 2015 року він провів свій єдиний матч за цю команду у товариському матчі проти однолітків з Італії (1:2). Він також брав участь у молодіжному чемпіонаті світу того року, але був дублером Марвіна Швабе і на поле не виходив протягом усього турніру.
Згодом у 2015—2016 роках грав за молодіжну збірну Німеччини, провівши 10 ігор.

## Особисте життя
Батько Тимона — Інго — німецький політик, депутат Бундестагу (2002—2021), а також президент футбольного клубу «Карлсруе» (2010—2020).

## Досягнення
«Феєнорд»
- Чемпіон Нідерландів: 2022-23
- Володар Кубка Нідерландів: 2023–24[20]
- Володар Суперкубка Нідерландів: 2024[21]

Особисті
- Команда місяця Ередивізі: квітень 2025[22]
- Гравець місяця у «Феєнорді»: лютий 2024[23]